# Museum voor Schone Kunsten en Keramiek (Jakarta)

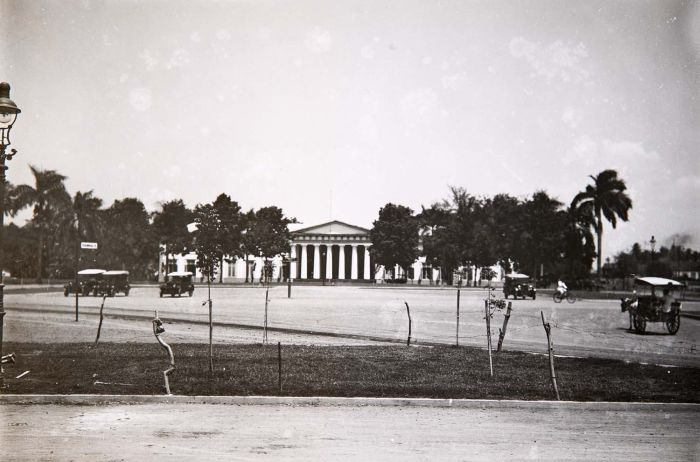
Het museumgebouw, voorheen het gebouw van de Raad van Justitie, aan het Stadhuisplein te Batavia (1920-1935).

Het Museum voor Schone Kunsten en Keramiek (Indonesisch: Museum Seni Rupa dan Keramik) is een museum in de Indonesische hoofdstad Jakarta, gespecialiseerd in schone kunsten en keramiek. Het gebouw uit 1875, gelegen aan het stadhuisplein (Taman Fatahillah), werd gebruikt door de Raad van Justitie. 
Het museum toont de traditionele ambachten van Indonesië. Het museum toont ook schilderijen van Indonesische schilders, zoals de romantische schilder Raden Saleh en expressionistische schilder Affandi. De schilderijen zijn gegroepeerd door belangrijke periodes in de Indonesische (beeldende kunst) geschiedenis: De Raden Saleh Kamer (1880-1890), de Hindia Jelita Kamer (1920), de Persagi Kamer (1930), de Japanse bezetting Kamer (1942-1945), Pendirian Sanggar ("Oprichting van Art Studio") Kamer (1945-1950), Geboorte van het Realisme Kamer (1950), en de Hedendaagse kunst Kamer (1960-nu).
Het museum toont ook traditioneel keramiek uit de verschillende gebieden van Indonesië. Ook zijn er keramische collecties uit China, Thailand, Vietnam, Japan en Europa.